# 哈利·蘇達亞
哈利·蘇達亞（Harry Souttar；1998年10月22日—）是澳洲的職業足球運動員，司職後衛，現效力於英冠球會李斯特城。澳洲國家足球隊成員。

## 国际生涯
蘇塔于2015年2月对阵罗马尼亚的苏格兰17岁以下国家足球队比赛中首次亮相。 2019年3月6日，他被征召加入澳大利亚国家U23足球队。
2019年10月10日，他改变了国籍，并在20岁时首次代表澳大利亚国家队参加世界杯预选赛，对阵尼泊尔，并在5-0获胜的比赛中打入两球；第四个进球最初被记录为尼泊尔的乌龙球，但最终由国际足联改为蘇塔的进球。 Souttar在第二场代表国家队的比赛中对阵中华台北再进两球，为澳大利亚队贡献了更多进球。
身高1.98（6英尺6英寸）的蘇塔是代表澳大利亚国家队的第二高球员，仅次于2.02（6英尺8英寸）的泽利科·卡拉奇。
蘇塔晋级东京2020奥运会. 他是澳大利亚国奥队奥运阵容的一部分。该队在小组赛首场比赛中击败了阿根廷，但未能赢得其他比赛，因此未能获得奖牌。
他被选入澳大利亚参加2022年国际足联世界杯的阵容。 Souttar因其在比赛中出色的防守表现而受到高度赞扬。

## 生涯統計
最後更新：2016年7月16日
| 球會     | 球季     | 聯賽               | 聯賽 | 聯賽 | 盃賽 | 盃賽 | 聯賽盃 | 聯賽盃 | 其他 | 其他 | 合計 | 合計 |
| 球會     | 球季     | 級別               | 出場 | 入球 | 出場 | 入球 | 出場   | 入球   | 出場 | 入球 | 出場 | 入球 |
| -------- | -------- | ------------------ | ---- | ---- | ---- | ---- | ------ | ------ | ---- | ---- | ---- | ---- |
| 登地聯   | 2015–16  | 蘇格蘭足球超級聯賽 | 2    | 1    | 0    | 0    | 0      | 0      | 0    | 0    | 2    | 1    |
| 登地聯   | 2016–17  | 蘇格蘭足球冠軍聯賽 | 0    | 0    | 0    | 0    | 1      | 0      | 0    | 0    | 1    | 0    |
| 生涯合計 | 生涯合計 | 生涯合計           | 2    | 1    | 0    | 0    | 1      | 0      | 0    | 0    | 3    | 1    |

## 外部連結
- 足球数据库：Harry Souttar的球员统计数据